# Muntanyes Andipatti
Andipatti és una serralada muntanyosa de l'Índia a l'estat de Tamil Nadu antigament al districte de Madura (presidència de Madras). S'estén per uns 90 km des del massís de Travancore fins a la part final, anomenada Naga Malai (els darrers 25 km). L'altura màxima és d'uns 900 metres. Hi ha força animals, però poca població humana. El punt més alt és a 09° 56′ 00″ N, 77° 44′ 30″ E / 9.93333°N,77.74167°E. La principal població propera és Andipatti al nord-est dins el districte de Theni. El riu Gundar (Gumdu-ar o Shaumuganadi) es forma per la unió de diversos rierols que neixen a les muntanyes Andipatti o Varshanad.